# Oreofraga morrisiana
Oreofraga morrisiana là một loài thực vật có hoa thuộc họ Apiaceae. Loài này chỉ có ở Yemen.
Môi trường sống tự nhiên của chúng là vùng nhiều đá.